# The Next Web
The Next Web（TNW）是一個於2006年創辦的科技及網頁開發新聞網站。它亦是TNW Conferences的舉辦者，定期於阿姆斯特丹、紐約和聖保羅舉行。The Next Web由鮑里斯·范贊丹（Boris Veldhuijzen van Zanten）和Patrick de Laive創辦，現時在阿姆斯特丹有35名員工，另外在世界各地共有12名記者。
2014年9月，它宣佈與騰訊合作，把文章翻譯成中文，於QQ平台上傳播。
截至2015年9月，The Next Web每月有1000萬名瀏覽者及1200萬次瀏覽，比六個月前的720萬有所上升。

## 外部連結
- 官方网站
- The Next Web中文站（页面存档备份，存于）